# Juridikfronten
Juridikfronten är en partipolitiskt och religiöst obunden ideell förening med ändamål att tillse att legitima rättsliga processer inleds och drivs mot personer som företräder en tongivande eller betydelsefull ställning i nationalistiska eller jämförliga organisationer och rörelser.
Föreningen, vars verksamhet grundades 2007 och vars säte är Helsingborg, ägnar sig även åt opinionsbildande verksamhet relaterad till nationalistisk högerpopulism. Juridikfronten har också som målsättning att bedriva folkbildning avseende den typ av brottslighet som föreningen verkar mot.
År 2017 hade över 130 brottsliga gärningar – hets mot folkgrupp, förtal och uppvigling – beivrats i lagakraftvunna domar tack vare Juridikfrontens arbete. År 2017 mottog Juridikfronten ELSA-priset.  År 2018–2019 deltog en representant för föreningen som expert i Utredningen om rasistiska symboler.
”De tryck- och yttrandefrihetsärenden som förekom under mina år som justitiekansler och där frågan var om det som tillhandahållits utgjorde straffbar hets mot folkgrupp hade ... nästan undantagslöst initierats av den ideella föreningen Juridikfronten. Deras insatser är lovvärda, men jag finner det otillfredsställande att samhällets ingripande mot brott i denna del är helt beroende av frivilliga insatser.” har tidigare justitiekanslern Anna Skarhed uttalat.